# Право матери
Право Матери (межрегиональный благотворительный общественный фонд «Право матери») — российская некоммерческая негосударственная правозащитная организация, защищающая права семей, в которых сыновья погибли во время военной службы в результате «дедовщины», уголовных преступлений, антисанитарных условий жизни, ненормального психологического климата и по другим причинам.
Первоначальное название организации, которая ведет свою историю с 1989 года, — «Общество родителей чьи сыновья погибли в армии в мирное время на территории СССР». Официально фонд был зарегистрирован Министерством Юстиции Российской Федерации 4 марта 1993 г., а затем прошёл перерегистрацию 16 июня 1999 г. в Управлении Юстиции г. Москвы. Основатель и нынешний руководитель фонда — Вероника Александровна Марченко, первая россиянка, удостоенная международной премии «За мужество» (англ. Women of Courage) (2009).
Ежегодно в фонд обращается более трёх тысяч семей погибших солдат.
Между тем, «зачастую родители оказываются единственными людьми, заинтересованными в расследовании гибели военнослужащих».
Фонд построен по принципу профессиональной благотворительной организации, юристы которой работают pro bono (с лат. — «бесплатно, ради общего блага»), вся помощь родителям погибших солдат оказывается в фонде безвозмездно.

## Цели и задачи
Миссия фонда — продвижение в России идей:
1. правового государства, где интересы простых граждан являются истинным, а не декларативным приоритетом государственной и социальной политики;
2. доступности юридической помощи социально незащищённым слоям населения;
3. профессиональной армии[7].

Цель работы организации — 

«формирование имущества и денежных средств на основе благотворительных пожертвований и направление их на оказание правовой, медико-экспертной и иной профессиональной помощи семьям военнослужащих, погибших в период исполнения ими воинского долга; социальная поддержка членов семей погибших военнослужащих».— из Устава фонда "Право Матери"
Задача юристов фонда — оказание содействия эффективному расследованию всех дел о гибели призывников в армии, реализации гражданами их права на справедливый суд.

## Направления работы
«Справка REGNUM: Российская благотворительная общественная организация Фонд „Право матери“ работает с 1989 года по таким направлениям деятельности как правовое просвещение и юридическая поддержка семей погибших солдат, законотворческая деятельность, социологические исследования, издательская, информационная и благотворительная деятельность, а также морально-психологическая реабилитация. Родители погибших могут очно или по телефону проконсультироваться с юристами фонда по вопросам соцобеспечения (пенсии, пособия, льготы, страховка), жилищным вопросам, по уголовному и процессуальному праву, а также по вопросу компенсации морального вреда.»— ИА REGNUM, 30.08.2005 г.
1. Правовое просвещение родителей и вдов погибших военнослужащих об их законных правах, защита этих прав в судах всех инстанций.

«Фонд „Право матери“ — некоммерческая организация, которая занимается юридической поддержкой таких вот кинутых государством родителей погибших солдат. Я говорю „солдат“, но это не значит — рядовых. И курсантов, и офицеров — всех. Необязательно на войне — в нашей армии убивают и в мирное время. В прошлом году* фонд оказал помощь 5788 — пяти тысячам семистам восьмидесяти восьми семьям. В первой половине этого: 3115 — трем тысячам ста пятнадцати семьям.»— Новая Газета, 09.11.2009* г.
2. Законотворчество: активное продвижение предложений о внесении необходимых изменений в действующее законодательство.

3. Социологические исследования нарушений прав человека в армии.

4. Издание собственной литературы. Фонд издает две серии книг:
- «Книга Памяти» — серийное издание Фонда, призванное сохранить память о жертвах армейского беспредела; каждая книга содержит краткие биографии и фотографии солдат, погибших в армии в мирное время. Вышли из печати первые семь выпусков Книги Памяти погибших в армии в мирное время «Сто из пятнадцати тысяч» в трех томах (М., Известия, 1992; М., Известия, 1994; М. Права человека, 2000).

- Родителям погибших солдат. Советы юриста (серия посвящена актуальным правовым проблемам, с которыми сталкиваются родители, потерявшие детей в армии, и содержит примеры из прецедентной судебной практики, накопленной Фондом «Право Матери»). Вышли четыре выпуска (М., Права человека, 1997; 2000; 2005 , 2008).[9] Третий и четвёртый выпуски получили 2600 федеральных судов РФ.

5. Работа со средствами массовой информации, выпуск пресс-релизов и информационного бюллетеня.

6. Посильная материальная помощь родителям погибших солдат.

7. Морально-психологическая поддержка родителей погибших.

8. Работа с волонтёрами и стажёрами.

## Громкие дела
- Страсбургский суд впервые признал вину России в гибели призывника (2012)[12].

„Дело Путинцевой уникально тем, что это первый случай, в котором Евросуд признал Российскую Федерацию виновной в гибели призывника в российской армии“, — отметили в интервью „Комсомольской правде“ в фонде „Право матери“…»
- Судебная защита родителей и вдов Героев Российской Федерации (1999—2011 гг.)[13].

- Выигранное дело в Конституционном Суде РФ о представителе потерпевшего в уголовном процессе (Определение КС РФ № 447-О от 05.12.2003 г.).
- Признание потерпевшими по уголовному делу родственников погибших моряков с подводной лодки АПЛ «Курск»[14][15].
- Компенсация морального вреда за гибель в Чечне армавирского спецназа от обстрела «своими»[16].
- Отмена в Верховном Суде РФ как незаконного Приказа Министра Обороны № 444 от 02.12.1997 г. (Решение ВС РФ № ВКПИ-00-27 от 27.04.2000 Архивная копия от 2 октября 2011 на Wayback Machine).

## Рейтинг войсковых частей РФ
Осенью 2004 года фонд «Право Матери» составил рейтинг самых «гибельных» частей российской армии за прошедшие 10 лет (1994—2004). Рейтинг был составлен на основе анализа 5433 анкет, заполненных родителями погибших военнослужащих, обращавшихся в фонд за помощью в 1994—2004 годах.
Публикация «Равнение на смерть» (газета «Московский Комсомолец», корреспондент Артём Давыдов) вызвала широкий общественный резонанс.

## Акции
В 2010—2011 гг. Фонд «Право матери» открыл в социальной сети «Одноклассники.ру» проект, посвящённый памяти погибших в армии в мирное время военнослужащих.
Проект рассчитан на то, чтобы не позволить министерству обороны предать забвению погибших.

## Благотворительность
В конце декабря 2000 года в московском клубе «Метелица» состоялся благотворительный аукцион, организованный депутатами Государственной думы РФ В. Е. Коптевым-Дворниковым, В. О. Семеновым, а также А. Ю. Вульфом. Было продано 58 лотов, принадлежавших 51 известному человеку. Собранные средства были перечислены на счет Фонда «Право Матери» (общая сумма превысила 500 000 рублей). Деньги были поделены поровну между обратившимися за помощью в фонд родителями погибших в Чечне.
В 2006 году фонд собрал 127 249 руб. пожертвований и передал их матери Андрея Сычева, ставшего жертвой армейских издевательств.

## Награды
В мае 2004 г. журнал «Карьера» провёл первое рейтингование российских благотворительных организаций и фондов, в котором фонд «Право Матери» занял четвёртое место из четырёхсот номинантов.

## Расположение
С августа 1992 года Фонд расположен в Центральном административном округе г. Москвы в Лучниковом переулке.